# Španjolska nogometna reprezentacija
Španjolska nogometna reprezentacija predstavlja Španjolsku u nogometu. Pod upravom je Španjolskog nogometnog saveza. Španjolska je jednostruki svjetski prvak i četverostruki europski prvak i prva momčad koja je obranila naslov europskog prvaka. Također, Španjolska je prva reprezentacija koja je osvojila tri velika natjecanja uzastopno (EP 2008., SP 2010., EP 2012.). S brazilskom nogometnom reprezentacijom dijeli rekord od trideset i pet uzastopnih odigranih utakmica bez poraza.
Od Svjetskoga prvenstva u Rusiji 2018. Španjolska se nogometna reprezentacija nalazi na drugom mjestu po broju osvojenih Fair-play nagrada na Svjetskim prvenstvima, odmah nakon brazilske nogometne reprezentacije. 
U srpnju 2008. Španjolska je postala vodeća reprezentacija na FIFA ljestvici, kao prva reprezentacija koja nikada nije bila svjetski prvak. Postali su svjetski prvaci na Svjetskom prvenstvu u Južnoj Africi 2010., pobijedivši u finalu nizozemsku reprezentaciju s 1:0 nakon produžetaka. 
Svoj sedmi reprezentativni trofej Španjolci su osvojili na Europskome prvenstvu u Njemačkoj 2024. pobjedivši u finalu Englesku s 2:1.

## Povijest

### Svjetsko prvenstvo 1982.
1982. godine domaćinstvo SP-a povjereno je Španjolskoj koja je sve više rasla u reprezentativnom smislu. Veliki interes i veliki broj prijavljenih reprezentacija u kvalifikacijama natjerao je Fifu da još jednom promjeni sustav natjecanja i poveća broj reprezentacija koje sudjeluju u završnici SP-a. Španjolska je bila u skupini s Jugoslavijom, Sjevernom Irskom i Hondurasom. Utakmica s prvim protivnikom, Hondurasom, završila je 1:1, a Jugoslavija je u Valenciji poražena 2:1. U desetoj minuti Ivan Gudelj doveo je Jugoslaviju u vodstvo, ali Juanito i Saura donose Španjolcima pobjedu. U posljednjem susretu Irci su svladali Španjolsku 1:0, a kako je za prolaz dalje Jugoslavija trebala pobjedu nad Hondurasom uz barem neriješeno Španjolaca sa Sjevernim Ircima, Irci su uz domaćina otišli u drugi krug. Honduras je svladan 1:0, ali Jugoslavija je ispala.
U drugom krugu reprezentacija je igrala sa Zapadnom Njemačkom i Engleskom. U prvom susretu skupine Njemačka remizira s Engleskom 0:0, a zatim pogocima Littbarskog i Fischera pobjeđuje Španjolsku 2:1 i uzima prvo mjesto. Englezu su im imali priliku preoteti mjesto u polufinalu, ali u posljednjem susretu s već otpalim domaćinom igraju 0:0. Uništio ih je tada ponajbolji vratar svijeta Jose Arconada.

### Svjetsko prvenstvo 1986.
U skupini D Brazil i Španjolska opravdali su status favorita pored Sjeverne Irske i Alžira. Brazilci su upisali tri pobjede dok je Španjolska s pobjedom manje bila druga. U međusobnom dvoboju Brazilci su bili bolji s 1:0 pogotkom Sócratesa. 
U osmini finala Španjolci su odigrali kao u transu protiv Danske i slavili čak s 5:1. Emilio Butragueño postigao je čak četiri pogotka. Sljedeći protivnik bila je Belgija, koja je, zahvaljujući čudesnim obranama Pfaffa otišla dalje. Bilo je 1:1, i 5:4 nakon jedanaesteraca.

### Svjetsko prvenstvo 1990.
Španjolci su u skupini E nakon startnog remija s Urugvajem s lakoćom svladali Južnu Koreju te u posljednjem susretu Belgiju. Belgiji su pobjede nad Korejom i Urugvajem donijele drugu poziciju, a Urugvajci su u odlučujućem dvoboju za prolaz svladali Južnu Koreju 1:0 pogotkom Daniela Fonsece u 90. minuti te s trećeg mjesta otišli dalje.
U osmini finala, Jugoslavija je s dva pogotka Stojkovića eliminirala Španjolsku. Nakon 90 minuta bilo je 1:1, a onda Stojković na samom startu produžetaka odvodi Jugoslaviju dalje. Pogodak za Španjolce postigao je Julio Salinas. 

### Svjetsko prvenstvo 1994.
U skupini C Njemačka i Španjolska bili su veliki favoriti za prolaz i to su opravdali. Iako su kiksali na startu u susretu s Južnom Korejom, Španjolci su u posljednjem kolu nadigrali Boliviju i izborili prolaz. Južna Koreja može biti zadovoljna s dva osvojena boda, a posebno zbog onog sa Španjolcima u susretu završenom 2:2. Do 85. minute Španjolska je vodila 2:0 da bi uporni Azijci došli do boda. Međusobni dvoboj Španjolske i Njemačke završen je 1:1.
U osmini finala Španjolci su imali lagan posao, i pogocima Hierra, Luis Enriquea i Beguiristaina pobjeđuju s 3:0 Švicarce. 
Sva četiri četvrtfinalna susreta ponudila su veliku neizvjesnost. Španjolska je išla na Italiju, a Roberto Baggio još jednom je bio talijanski spasitelj. U 87. minuti donio je pobjedu Italiji protiv Španjolske od 2:1.

### Svjetsko prvenstvo 1998.
Do posljednjeg susreta neizvjesno je bilo u skupini D. Španjolci su važili za favorita skupine, ali završili su tek kao treći i ostali bez osmine finala. Ključnim će se pokazati poraz sa starta SP-a gdje su Španjolci imali 2:1 protiv Nigerije na 15 minuta do kraja susreta, ali tada Lawal i Oliseh preokreću rezultat. Nakon toga Španjolska igra tek 0:0 s defanzivno orijentiranim Paragvajem, a u posljednjem susretu im ne pomaže niti 6:1 pobjeda protiv Bugara s obzirom na to da Paragvaj pobjeđuje neopterećenu Nigeriju s 3:1 i prolazi dalje. Paragvajci su malo pokazali do tog posljednjeg susreta, ali i to im je bilo dovoljno za prolaz. Nigerija je bila prvoplasirana.

### Svjetsko prvenstvo 2002.
U Japanu i Koreji su grupnu fazu završili na prvom mjestu sa sve tri pobjede. Španjolci su imali lagan posao u skupini B. Laganim pobjedama nad Slovenijom, Paragvajem i Južnom Afrikom došli su do prve pozicije. Drugi je bio Paragvaj. U prvom meču nokaut faze išli su na Irce. Irci su bili na pragu ispadanja protiv Španjolske već nakon 90 minuta. Španjolska je vodila ranim pogotkom Morientesa, ali Irci u 90. minuti zarađuju jedanaesterac koji realizira Robbie Keane za ulazak u produžetke. Četvrtfinalist je riješen tek nakon jedanaesteraca koje Irci loše pucaju i odlaze kući. 
U četvrtfinalu su igrali protiv domaćina Južne Koreje. Međutim, nisu konkretizirali veliku terensku premoć - nakon 0:0 u regularnom dijelu iznenađujuće su ispali poslije izvođenja jedanesteraca. Ključan je bio promašaj Joaquina kojem je Woon Jae Lee obranio udarac.

### Euro 2004.
Europsko prvenstvo 2004. igralo se u Portugalu, a Španjolska je bila jedan od favorita natjecanja. U prvoj utakmici pobijeđena je Rusija, 1:0, i sve je išlo prema očekivanjima. Međutim, ono što je slijedilo, malo tko je mogao očekivati. Najprije je Grčka otkinula bod u međusobnom susretu, koji je završio 1:1, a potom je uslijedio i poraz od domaćina Portugala, 1:0. Sve bi bilo u redu da Grčka nije imala jednak broj bodova, i gol-razliku na kraju, s tim da je zabila više pogodaka od Španjolske, čime ih je izbacila s natjecanja. Kasnije će ta ista Grčka postati europski prvak, stvorivši prvorazrednu senzaciju.

### Svjetsko prvenstvo 2006.
Na Svjetskom prvenstvu 2006. godine u Njemačkoj, Španjolska je igrala u skupini H zajedno s Ukrajinom, Tunisom i Saudijskom Arabijom. I ovdje su skupinu završili savršeno pobijedivši Ukrajince s 4:0, Tunis s 3:1 i Saudijsku Arabiju s 1:0. Na njihovu žalost, Francuska je u osmini finala bila bolja i s 3:1 je prošla dalje gdje su ih čekali Brazilci.

### Euro 2008.
U Austriji i Švicarskoj nogometna reprezentacija Španjolske po drugi put u povijesti postala je prvak "Starog kontinenta". U grupnoj fazi svladala je Rusiju 4:1, te Švedsku i Grčku s po 2:1. U četvrtfinalu izbačena je Italija, nakon 0:0 u regularnom dijelu, te 5:4 nakon jedanaesteraca, a u polufinalu je razbijena Rusija, 3:0. U finalnom susretu Europskog prvenstva "Furija" je pobijedila Njemačku 1:0, a jedini pogodak, kasnije se pokazao vrijedan zlata, postigao je Fernando Torres u 33. minuti.

### Svjetsko prvenstvo 2010.
Ovo je Španjolskoj bilo trinaesto Svjetsko prvenstvo, deveto u nizu. Reprezentacija Španjolske je nastup u Južnoj Africi osigurala prvim mjestom u eruopskim kvalifikacijama Skupine 5 ispred Bosne i Hercegovine i Turske. Izbornik reprezentacije bio je 62-godišnji Vincente del Bosque, koji se proslavio vođenjem velikog Real Madrida i Besiktasa. Nastup na prvenstvu je iznenađujuće otvoren porazom 1:0 od Švicarske, međutim opravdali su status favorita, i u preostale dvije utakmice pobijedili Honduras i Čile. Rezultatom 1:0 Španjolci su dobili Portugal u osmini finala, te Paragvaj u četvrtfinalu. U polufinalu izbačena je dotad nezaustavljiva Njemačka. Bila je to repriza finala posljednjeg Europskog prvenstva a i završilo je kao i u Beču, Španjolska je ponovno slavila s 1:0, no ovaj put nije zabio Fernando Torres nego Carles Puyol. Bila je to ujedno i treća uzastopna utakmica na SP-u koju je Furija dobila 1:0. Španjolci do tada nikada nisu igrali u finalima svjetskih prvenstava i ovo im je bio apsolutno najveći uspjeh u povijesti. Do tada su se mogli pohvaliti tek četvrtim mjestom osvojenim 1950. godine. U finalu ih je čekala Nizozemska. Momčad Vicentea Del Bosquea je pogotkom Andresa Inieste u 116. minuti finalnog dvoboja na stadionu Soccer City u Johannesburgu pobijedila Nizozemsku s 1:0 i osigurala ujedinjenje titula europskog i svjetskog prvaka.
To je prvi svjetski naslov za Španjolce, a osvojili su ga u 19. izdanju Svjetskog prvenstva. Španjolci su do naslova došli sa samo osam postignutih pogodaka u sedam utakmica. Do sada je za naslov trebalo najmanje 11 pogodaka. Furija je postala osma reprezentacija koja se okitila svjetskim naslovom. Prije nje to je uspjelo Brazilu, i to rekordnih pet puta, Italija je četiri puta bila najbolja, Njemačka tri, a Argentina i Urugvaj po dva puta. Francuska i Engleska slavile su na SP-u jednom.

## Sastav
Slijedi konačan popis igrača za utakmice završnice Lige nacija.
Nastupi i golovi posljednji put su ažurirani 8. lipnja 2025. nakon finalne utakmice s Portugalom.
| 0#0 | Poz. | Igrač                   | Datum rođenja (dob) | Nastupi | Golovi | Klub                |
| --- | ---- | ----------------------- | ------------------- | ------- | ------ | ------------------- |
| 1   | G    | David Raya              | 15. rujna 1995.     | 11      | 0      | Arsenal             |
| 13  | G    | Álex Remiro             | 24. ožujka 1995.    | 2       | 0      | Real Sociedad       |
| 23  | G    | Unai Simón              | 11. lipnja 1997.    | 50      | 0      | Athletic Bilbao     |
|     |      |                         |                     |         |        |                     |
| 2   | B    | Pedro Porro             | 13. rujna 1999.     | 10      | 0      | Tottenham           |
| 3   | B    | Robin Le Normand        | 11. studenoga 1996. | 23      | 1      | Atlético Madrid     |
| 4   | B    | Pau Cubarsí             | 22. siječnja 2007.  | 6       | 0      | Barcelona           |
| 5   | B    | Daniel Vivian           | 5. srpnja 1999.     | 9       | 0      | Athletic Bilbao     |
| 12  | B    | Dean Huijsen            | 14. travnja 2005.   | 4       | 0      | Real Madrid         |
| 14  | B    | Óscar Mingueza          | 13. svibnja 1999.   | 4       | 0      | Celta Vigo          |
| 17  | B    | Álex Grimaldo           | 20. rujna 1995.     | 10      | 0      | Bayer Leverkusen    |
| 24  | B    | Marc Cucurella          | 22. srpnja 1998.    | 17      | 0      | Chelsea             |
|     |      |                         |                     |         |        |                     |
| 6   | V    | Mikel Merino            | 22. lipnja 1996.    | 35      | 4      | Arsenal             |
| 8   | V    | Fabián Ruiz             | 3. travnja 1996.    | 39      | 6      | Paris Saint-Germain |
| 9   | V    | Gavi                    | 5. kolovoza 2004.   | 28      | 5      | Barcelona           |
| 10  | V    | Dani Olmo               | 7. svibnja 1998.    | 44      | 11     | Barcelona           |
| 16  | V    | Álex Baena              | 20. srpnja 2001.    | 10      | 2      | Atlético Madrid     |
| 18  | V    | Martín Zubimendi        | 2. veljače 1999.    | 19      | 2      | Arsenal             |
| 20  | V    | Pedri                   | 25. studenoga 2002. | 34      | 3      | Barcelona           |
| 22  | V    | Isco                    | 21. travnja 1992.   | 39      | 12     | Real Betis          |
| 25  | V    | Fermín López            | 11. svibnja 2003.   | 2       | 0      | Barcelona           |
|     |      |                         |                     |         |        |                     |
| 7   | N    | Álvaro Morata (kapetan) | 23. listopada 1992. | 86      | 37     | Galatasaray         |
| 11  | N    | Nico Williams           | 12. srpnja 2002.    | 28      | 6      | Athletic Bilbao     |
| 15  | N    | Yeremy Pino             | 20. listopada 2002. | 15      | 3      | Villarreal          |
| 19  | N    | Lamine Yamal            | 13. srpnja 2007.    | 21      | 6      | Barcelona           |
| 21  | N    | Mikel Oyarzabal         | 21. travnja 1997.   | 45      | 16     | Real Sociedad       |
| 26  | N    | Samu Aghehowa           | 5. svibnja 2004.    | 2       | 0      | Porto               |

## Statistike
| Broj | Igrač              | Godine           | Nastupi | Golovi |
| ---- | ------------------ | ---------------- | ------- | ------ |
| 1    | Sergio Ramos*      | 2005. – trenutno | 170     | 21     |
| 2    | Iker Casillas*     | 2000. – trenutno | 167     | 0      |
| 3    | Xavi               | 2003. – 2014.    | 133     | 12     |
| 4    | Andrés Iniesta*    | 2006. – 2018.    | 131     | 13     |
| 5    | Andoni Zubizarreta | 1985. – 1998.    | 126     | 0      |
| 6    | Sergio Busquets*   | 2009. – trenutno | 116     | 2      |
| 7    | Xabi Alonso        | 2003. – 2014.    | 114     | 16     |
| 8    | David Silva*       | 2006. – 2018.    | 113     | 32     |
| 09   | Fernando Torres    | 2003. – 2014.    | 110     | 38     |
| 09   | Cesc Fàbregas*     | 2006. – 2016.    | 110     | 15     |

| Broj | Igrač              | Godine           | Golovi | Nastupi |
| ---- | ------------------ | ---------------- | ------ | ------- |
| 1    | David Villa*       | 2005. – 2014.    | 59     | 97      |
| 2    | Raúl               | 1996. – 2006.    | 44     | 102     |
| 3    | Fernando Torres    | 2003. – 2014.    | 38     | 110     |
| 4    | David Silva*       | 2006. – 2018.    | 35     | 125     |
| 5    | Fernando Hierro    | 1989. – 2002.    | 29     | 89      |
| 6    | Fernando Morientes | 1998. – 2007.    | 27     | 47      |
| 7    | Emilio Butragueño  | 1984. – 1992.    | 26     | 69      |
| 8    | Alfredo Di Stefano | 1957. – 1961.    | 23     | 31      |
| 9    | Julio Salinas      | 1986. – 1996.    | 22     | 56      |
| 010  | Míchel             | 1985. – 1992.    | 21     | 66      |
| 010  | Sergio Ramos*      | 2005. – trenutno | 21     | 170     |